# Свенсен, Пер
Пер Све́нсен (дат. Per Svensen) — датский кёрлингист и тренер по кёрлингу.
В составе смешанной парной сборной Дании участник чемпионата мира 2009 (заняли двенадцатое место). Чемпион Дании среди смешанных пар. В составе мужской сборной ветеранов Дании участник двух чемпионатов мира (лучший результат — бронзовые призёры в 2019).
Как тренер смешанной парной сборной Дании участник трёх чемпионатов мира.

## Достижения
- Чемпионат Дании по кёрлингу среди смешанных пар: золото (2009).
- Чемпионат мира по кёрлингу среди ветеранов: бронза (2019).

## Команды
| Сезон                                               | Четвёртый       | Третий        | Второй                 | Первый                | Запасной Тренер                 | Турниры                          |
| --------------------------------------------------- | --------------- | ------------- | ---------------------- | --------------------- | ------------------------------- | -------------------------------- |
| 2017—18                                             | Ульрик Шмидт    | Микаэль Квист | Нильс Сиггорд Андерсен | Кристиан Туне Якобсен | Пер Свенсен тренер: Герт Ларсен | ЧМВ 2018 (5 место)               |
| 2018—19                                             | Ульрик Шмидт    | Микаэль Квист | Нильс Сиггорд Андерсен | Keld Henriksen        | Пер Свенсен                     | ЧМВ 2019                         |
| Кёрлинг среди смешанных пар (mixed doubles curling) |                 |               |                        |                       |                                 |                                  |
| 2008—09                                             | Кристин Свенсен | Пер Свенсен   |                        |                       |                                 | ЧДСП 2009 · ЧМСП 2009 (12 место) |

(скипы выделены полужирным шрифтом)

## Результаты как тренера национальных сборных
| Год  | Турнир                                                                  | Сборная                | Место |
| ---- | ----------------------------------------------------------------------- | ---------------------- | ----- |
| 2017 | Чемпионат мира по кёрлингу среди смешанных пар 2017                     | Дания (смешанная пара) | 30    |
| 2018 | Чемпионат мира по кёрлингу среди смешанных пар 2018                     | Дания (смешанная пара) | 20    |
| 2019 | Чемпионат мира по кёрлингу среди смешанных пар 2019                     | Дания (смешанная пара) | 22    |
| 2019 | Чемпионат мира по кёрлингу среди смешанных пар 2020 (квалификация 2019) | Дания (смешанная пара) | 9     |